# Melithaea ornata
Melithaea ornata is een zachte koraalsoort uit de familie Melithaeidae. De koraalsoort komt uit het geslacht Melithaea. Melithaea ornata werd in 1909 voor het eerst wetenschappelijk beschreven door Thomson & Simpson. 